# ماوورانو
ماوورانو (به لاتین: Mavorano) یک منطقهٔ مسکونی در ماداگاسکار است که در Manakara واقع شده‌است. ماوورانو ۱۳٬۰۰۰ نفر جمعیت دارد و ۲۷ متر بالاتر از سطح دریا واقع شده‌است.